# Libertad 1
Libertad 1 è stato il primo satellite colombiano.
Il satellite, del tipo CubeSat, è stato lanciato il 17 aprile 2007 dal cosmodromo di Bajkonur con un razzo vettore Dnepr.
Libertad 1 è stato realizzato dalla Facoltà di ingegneria e dall’Osservatorio astronomico dell'Universidad Sergio Arboleda di Bogotà con lo scopo di incrementare le capacità del Paese in ingegneria aerospaziale. Il satellite era dotato di un sistema di orientamento e stabilizzazione, di un sistema di comunicazione e di sensori per acquisire una serie di dati sul suo comportamento nello spazio. Sorvolava il territorio colombiano due volte al giorno, trasmettendo dati sulla temperatura della sua superficie esterna e sulla velocità dell'orbita.
Il satellite aveva una durata programmata di 50 giorni, ma dopo due anni era ancora attivo e aveva trasmesso più di tremila pacchetti di dati. 